# دمدم (محافظة العيص)
دمدم، قرية من قرى محافظة العيص، والتابعة لمنطقة المدينة المنورة في السعودية.